# همانطور که توسط بقیه دیده می‌شود
همانطور که توسط بقیه دیده می‌شود (به کنادا: Ulidavaru Kandanthe) و (به انگلیسی: As Seen by the Rest) فیلمی هندی محصول سال ۲۰۱۴ و به کارگردانی راکشیت شتی است. در این فیلم بازیگرانی همچون راکشیت شتی، کیشور، تارا، شتال شتی، ریشاب شتی، آچویوث کومار و یاگنا شتی ایفای نقش کرده‌اند.